# Petrell de les neus

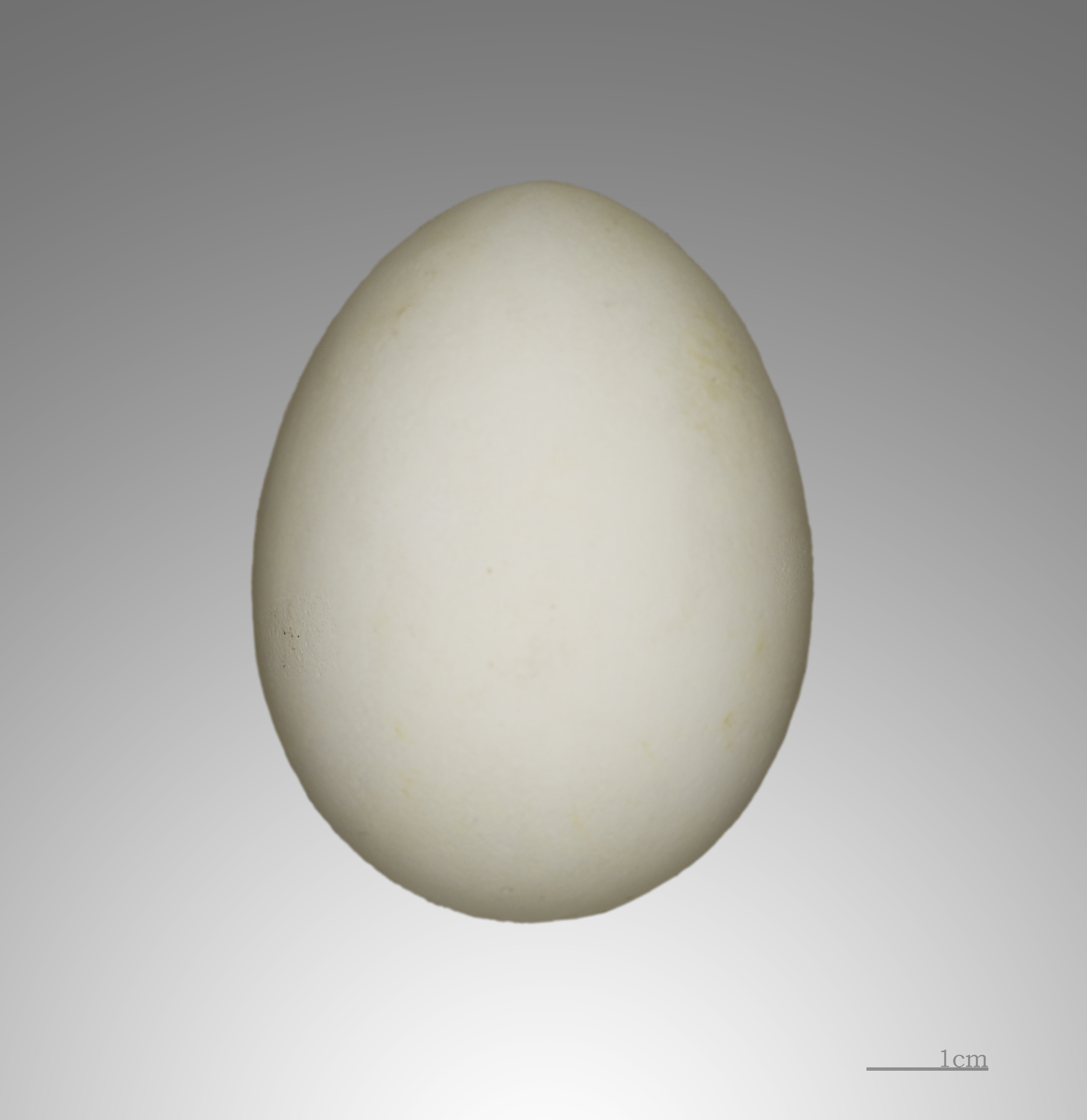
Pagodroma nivea

El petrell de les neus (Pagodroma nivea) és l'única espècie del gènere Pagodroma. És un dels tres únics ocells que niuen exclusivament a l'Antàrtida.